# Kebon Lega
Kebon Lega is een bestuurslaag in het regentschap Kota Bandung van de provincie West-Java, Indonesië. Kebon Lega telt 24.966 inwoners (volkstelling 2010).